# Pleurosoma testacea
Pleurosoma testacea är en fjärilsart som beskrevs av Druce 1884. Pleurosoma testacea ingår i släktet Pleurosoma och familjen björnspinnare. Inga underarter finns listade i Catalogue of Life.